# Domenico Modugno
Domenico Modugno (Polignano a Mare, 9 de janeiro de 1928 — Lampedusa, 6 de agosto de 1994) foi um dos mais importantes cantores italianos do século XX.

## Vida
Desde jovem que queria tornar-se ator. Depois de cumprir o serviço militar, frequentou uma escola de atores e mais tarde surgiu em vários filmes. Depois de entrar no filme Il Mantello Rosso, tornou-se cantor.
Modugno tornou-se popular nos Estados Unidos e um pouco por todo o mundo sobretudo na década de 1950. A sua canção "Nel blu dipinto di blu" que participou no Festival Eurovisão da Canção de 1958 foi um enorme sucesso em todo o mundo e nos Estados Unidos recebeu mesmo dois Prémios Emmy e ficou conhecida como Volare. Esta canção tornou-se um marco da música italiana da época, sendo conhecida em todo o mundo. Neste mesmo ano, Modugno venceu três prêmios Grammy, com a canção do ano, melhor interpretação masculina e melhor disco. Com todas essas vitórias, Domenico tornou-se o protagonista mundial dos espetáculos teatrais, filmes e programas de televisão. Esta canção voltou a ser um êxito nos finais da década de 1980, graças à banda Gipsy Kings.
Entre os anos de 1959 e 1960 foi o primeiro dublador do personagem infantil Topo Gigio.
Em 1960 foi acusado de plagiar um compositor de ópera, mas foi ilibado dessa acusação.
Modugno venceu o Festival de San Remo quatro vezes e participou duas vezes no Festival Eurovisão da Canção em 1959 e 1966.
Além de cantor e ator, foi ainda produtor e cineasta. Um acidente vascular cerebral fez com que ele ficasse parcialmente paralisado, obrigando-o a interromper a carreira artística em 1984. Recuperado, chegou ainda a ocupar uma cadeira no Parlamento italiano, pelo Partido Radical, entre 1987 e 1990.
Voltou aos palcos em 1992 e no ano seguinte, lançou "Delfini", o último single de sua carreira. Morreu em 6 de agosto de 1994, após um ataque cardíaco.